# 水分峡森林公園
水分峡森林公園（みくまりきょうしんりんこうえん）は、広島県安芸郡府中町字石コロヒにある森林公園。

## 概要
広島市に近く、交通の便も良い。キャンプ場もある。呉婆々宇山（682m）へ行ける。

## アクセス
- 山陽自動車道・広島東インターチェンジから広島高速1号線を経由。
- 広電バス 2号線 府中山田行き「みくまり峡入口」バス停下車

- 中国自然歩道岩屋観音ルート含む。